# K
 Ovo je glavno značenje pojma K. Za registracijsku oznaku Kambodže pogledajte K (registracijska oznaka).
K je 15. slovo hrvatske abecede. Označava bezvučni velarni plozivni suglasnik. Također je:
- u fizici oznaka za Boltzmannovu konstantu (k)
- u kemiji simbol kalija (K)
- u računarstvu oznaka za prefiks kilo (K ili k, 210 = 1.024)
- u SI sustavu oznaka za prefiks kilo (k, 103)
- međunarodna automobilska oznaka za Kambodžu

## Povijest
Razvoj slova „K” moguće je pratiti tijekom povijesti:
| Proto-semitsko K | Feničko kaf | Grčko kapa | Etruščansko K | Rimsko K |
| Proto-semitsko K | Feničko kaf | Grčko kapa | Etruščansko K | Rimsko K |